# دوري الدرجة الأولى الروماني 2008–09
دوري الدرجة الأولى الروماني 2008–09 (بالرومانية: Liga I 2008-2009)‏ هو الموسم 91 من  دوري الدرجة الأولى الروماني. أقيم خلال الفترة 26 يوليو 2008 وحتى 10 يونيو 2009، وأشرف على تنظيمه اتحاد رومانيا لكرة القدم، وكان عدد الأندية المشاركة فيه  18، وفاز فيه أونيريا أورزيتشيني بعد أن لعب 34 مباراة وفاز بـ 21 منها.

## نتائج الموسم
| المركز | فريق               | لعب | ف  | ت | خ | له | عليه | ف.أ | نقاط | ملاحظة |
| ------ | ------------------ | --- | -- | - | - | -- | ---- | --- | ---- | ------ |
| 1      | أونيريا أورزيتشيني | 34  | 21 | 7 | 6 | 51 | 20   | +31 |      |        |